# Boy Meets Curl
«Boy Meets Curl» (с англ. — «Мальчик соответствует кёрлингу») — двенадцатый эпизод 21-го сезона мультсериала Симпсоны, премьера которого состоялась 14 февраля 2010.

## Сюжет
В Спрингфилде вечер влюблённых. Мардж готовится дома, а Гомер на АЭС (у них будет свидание). Но входит мистер Бёрнс и говорит, что обнаружена утечка радиации на АЭС. Гомер пытается отпроситься с работы, но ничего не получается. Когда Гомер возвращается домой, он говорит Мардж, что они поедут в кино и это будет так романтично, что прогулка по пляжу будет казаться ударом в лицо. Но в кино слишком шумно и мешает Мардж. Гомер уходит, когда видит, что в главной роли в фильме снялся Бен Аффлек. Едя в машине, они видят каток и решают «романтически» покататься на коньках. Но как оказывается — там проходит турнир по кёрлингу. Гомер и Мардж решают поучаствовать. Из них получается хорошая команда. Увидев, как они играют, Сеймур Скиннер и его мамаша приглашают их в команду. На следующий день к ним приходит Скиннер и говорит, что их пригласили на отборочные соревнования по смешанному кёрлингу на 21 Зимние Олимпийские игры в Канаде — Ванкувер 2010!
Во время игры они почти выигрывают, но на последнем броске Гомер так сильно бросает камень, что он летит с очень большой скоростью. Все уже думают, что команда США проиграла, но Мардж трет дорожку для камня так долго, что у неё получается пройти около всех буфетов. И вот, наконец, Мардж доводит камень до середины, и команда выигрывает. Тем временем Лиза увидела, что у одной девочки упал значок. Лиза поднимает его и в «благодарность» девочка дарит ей этот значок. Лизе показалось, что он одиноко смотрится, и она покупает ещё один. Так она подседает на собирание значков, а девочка оказывается переодетым карликом, который подбивает покупателей к покупке большего количества значков.
На открытие Олимпиады звучит музыка из фильма «Охотники за привидениями», начинают выходить команды разных стран и голос из микрофона говорит «Кого вы позовете?.. Албанию!» и т. д. по алфавиту. К концу голос уже охрипает. В конце открытия женщины в костюмах фей выпускают канадского голубя — бобра.
В полуфинале Гомер бросает камень слишком слабо, и Мардж приходится очень сильно тереть лед и камень все-таки попадает в середину, но Мардж ломает правую руку. А Лиза в это время меняет свои бусы на редкий значок и начинает выступать на улице, чтобы заработать денег на новые значки. Барт решает помочь ей избавиться от зависимости и вернуть Лизины бусы. Ночью Барт вырезает из водительских прав Гомера его щетину и пририсовывает к ней глазки (Барт не знает, что будет, если Гомер узнает об этом). Барт выдает эту штуку за первый талисман зимних Олимпийских игр в Сочи, 2014 по имени Жирнов и предлагает их продавцу значков, в обмен на Лизины бусы. Продавец отдает ему бусы, а Барт возвращает их Лизе. В гостинице выясняется, что Мардж левша и на следующий день команда США отказывается от поражения. И вот, наконец, они побеждают. Боб Костас говорит, что это единственная золотая медаль США на этой Олимпиаде.
Конечные титры сопровождаются «Русским танцем» Чайковского, что также отсылает к Олимпиаде-2014 в Сочи.